# Raión de Vilshanka
Vilshanka (en ucraniano: Вільшанський район) es un raión o distrito de Ucrania en el óblast de Kirovogrado. 
Comprende una superficie de 645 km².
La capital es la ciudad de Vilshanka.

## Demografía
Según estimación 2010 contaba con una población total de 16200 habitantes.

## Otros datos
El código KOATUU es 3524300000. El código postal 26600 y el prefijo telefónico +380 5250.